# Arepa

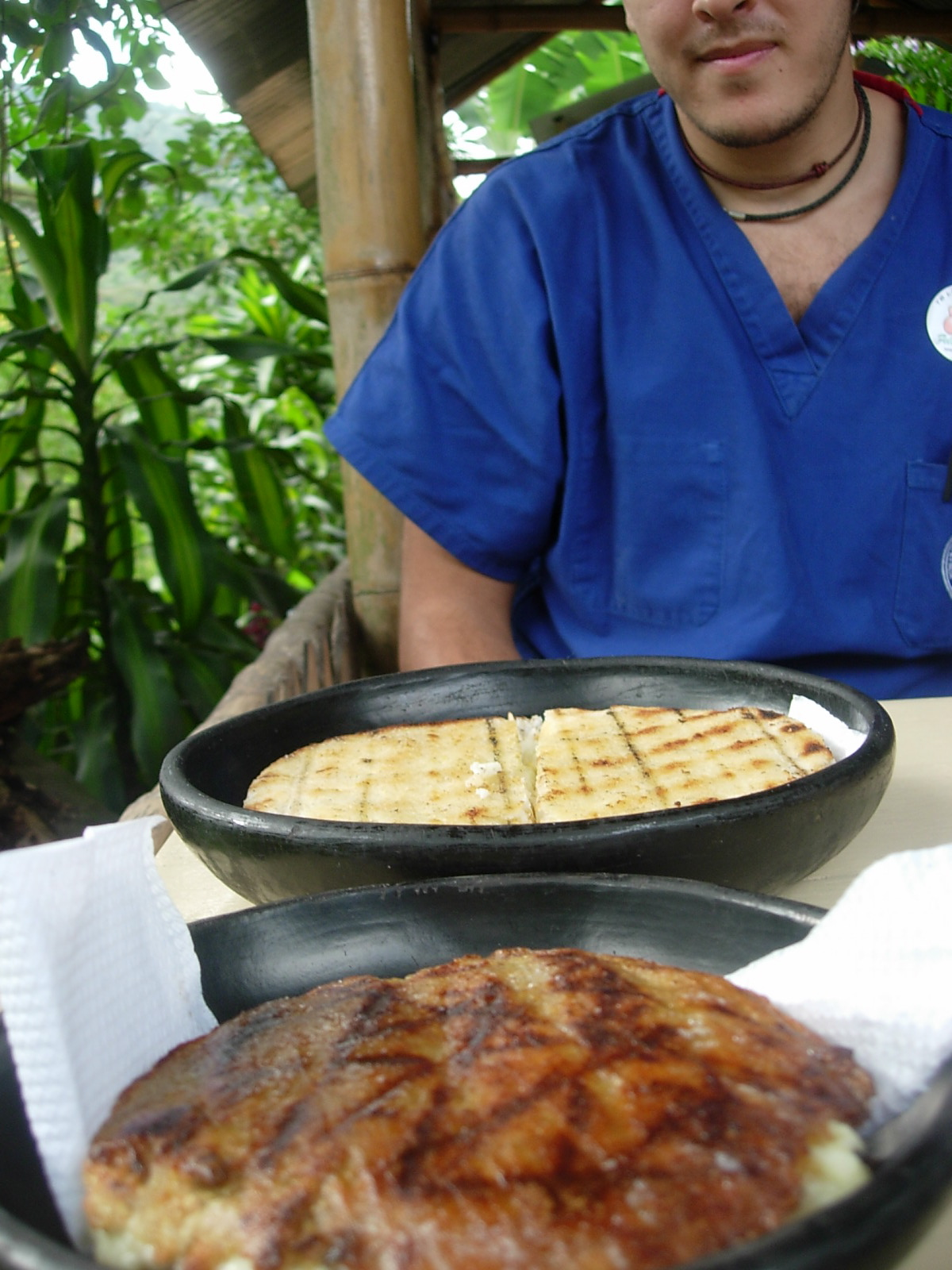
Colombiaanse arepa.

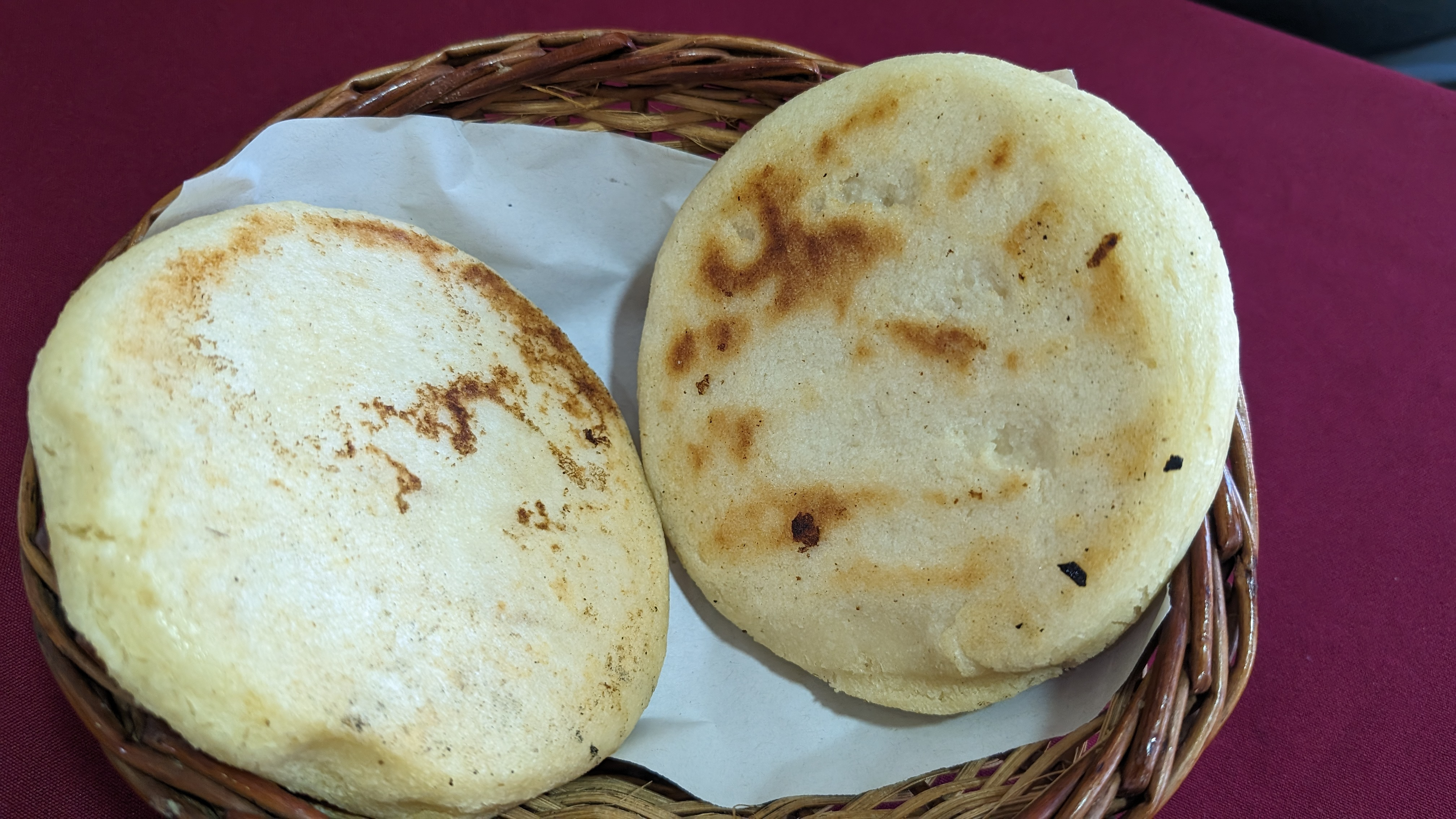
Venezolaanse arepas

Een arepa is een broodje gebakken van gekookt maïsmeel-deeg. Arepa's zijn afkomstig uit Latijns-Amerika en zijn vooral populair in Colombia, Bolivia en Venezuela. De broodjes worden gegeten bij vrijwel alle maaltijden, als hoofdbestanddeel of bijgerecht.
Ze worden gevuld met kaas, kruidige vleesvulling ('carne mechada'), vis, avocado of andere groenten en soms gegeten als snack of als begeleiding bij een maaltijd - dan vaak zonder vulling.
Aan de Caribische kust van Colombia hebben arepa’s vaak een vulling met ei ('Arepa'e Huevo'). 
Bij de bereiding wordt het wat natte deeg tot balletjes van ongeveer 4 à 10 centimeter doorsnee gedraaid, vervolgens platgedrukt op een bakplaat en hierop - of ook wel in een oven - afgebakken. Soms wordt het deeg tot een broodje gefrituurd. De verse warme broodjes worden hierna gevuld.
Er zijn verschillende arepa-vormen. In de Andes gebakken arepa’s zijn vrij groot en smal, terwijl zij aan de kust klein en dik zijn. In de Andes worden de broodjes voornamelijk gemaakt van tarwebloem in plaats van maismeel. Arepa’s worden in sommige restaurants en fastfood-restaurants als bijgerecht aangeboden, en zijn dan ook te klein om als volwaardige arepa opgediend te kunnen worden. 

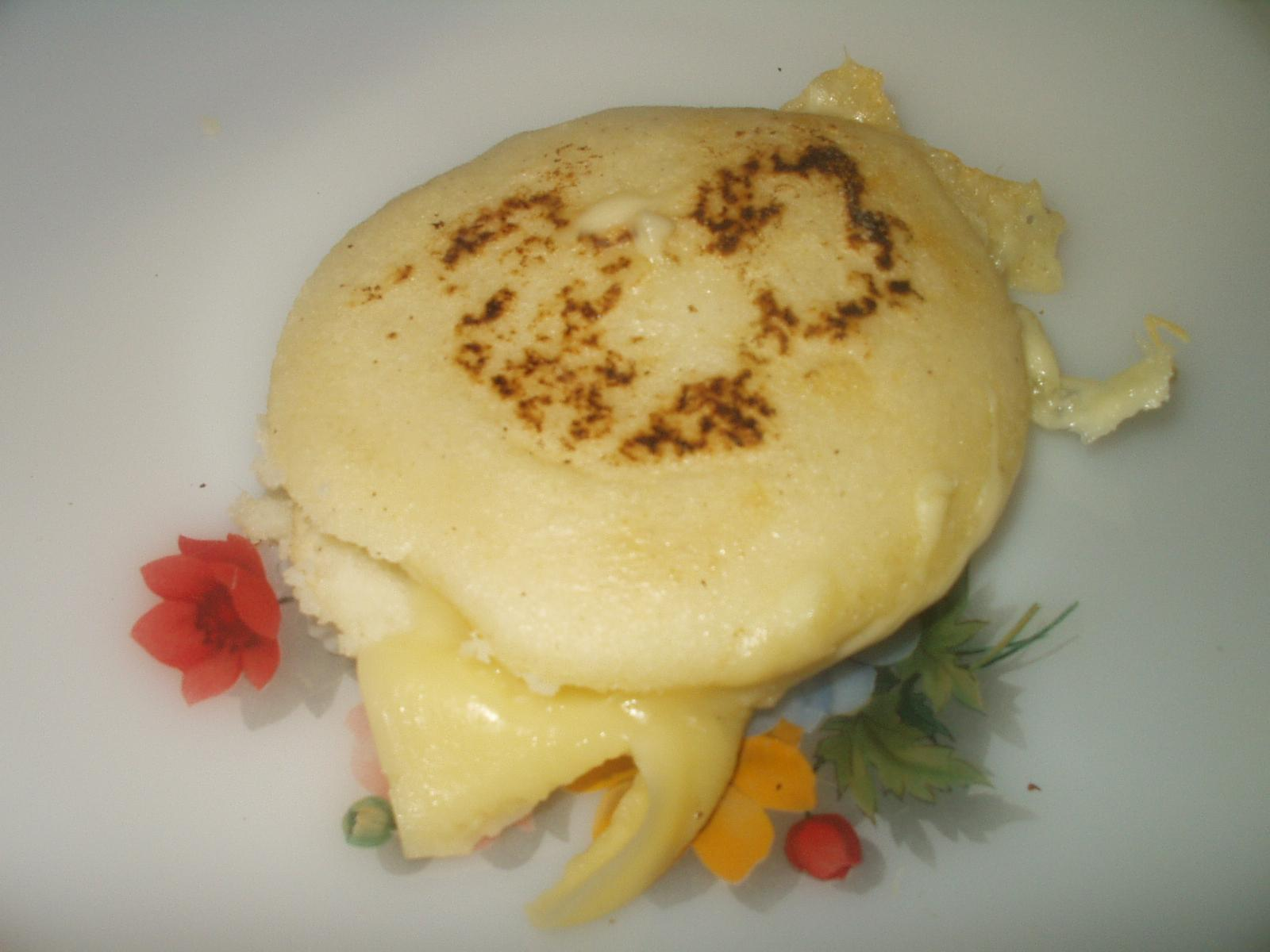
Een met kaas gevulde arepa
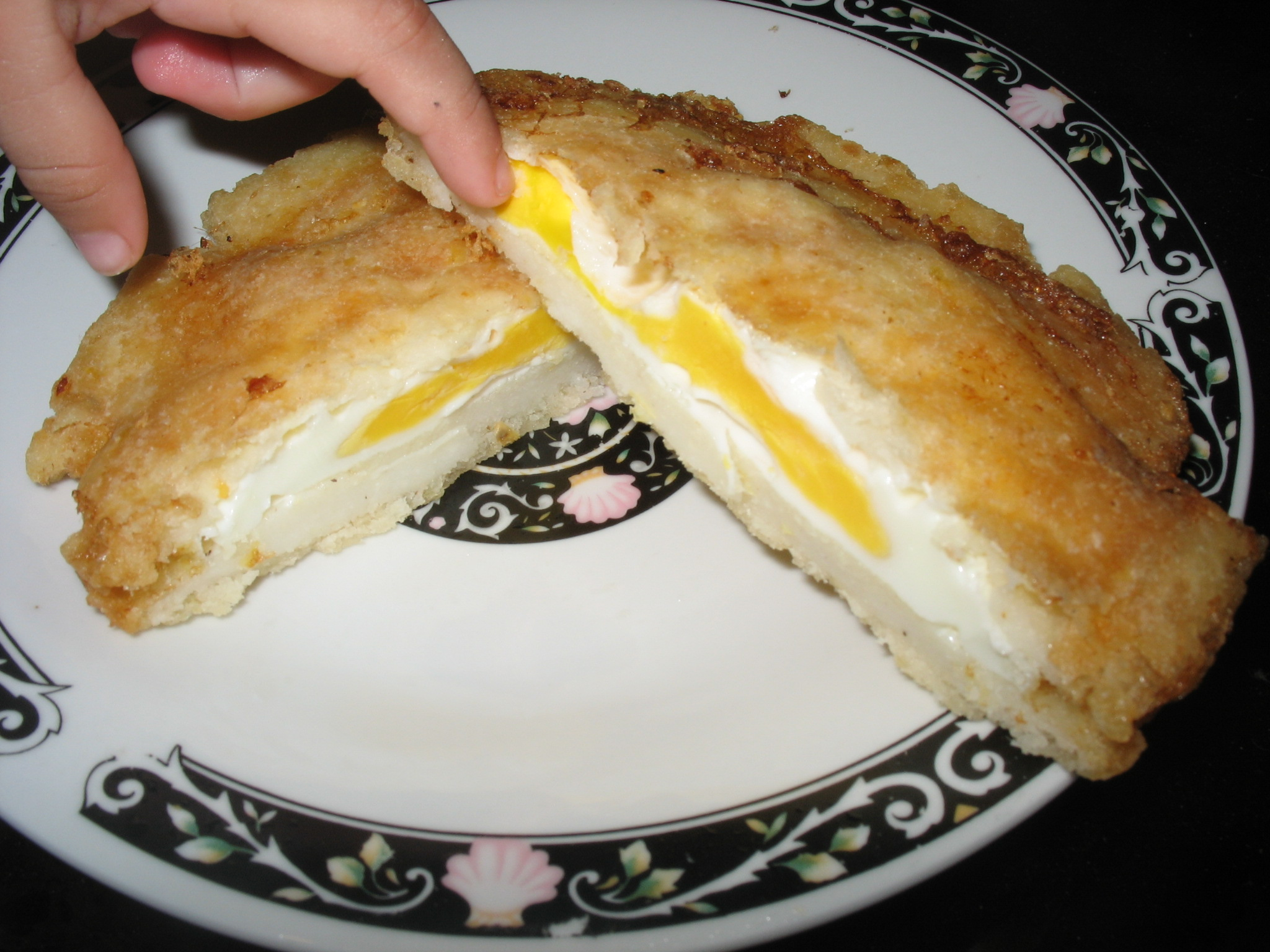
Gefrituurde arepa met ei